# Murillo de Río Leza
Murillo de Río Leza é um município da Espanha
na província e comunidade autónoma de La Rioja, de área 46,06 km² com população de 1675 habitantes (2007) e densidade populacional de 27,48 hab/km².

## Demografia
| Variação demográfica do município entre 1991 e 2004 | Variação demográfica do município entre 1991 e 2004 | Variação demográfica do município entre 1991 e 2004 | Variação demográfica do município entre 1991 e 2004 |
| --------------------------------------------------- | --------------------------------------------------- | --------------------------------------------------- | --------------------------------------------------- |
| 1991                                                | 1996                                                | 2001                                                | 2004                                                |
| 1611                                                | 1573                                                | 1360                                                | 1267                                                |